# 特里·哈特
特里·乔纳森·哈特（Terry Jonathan Hart，1946年10月27日—），前美國空軍中校、美国国家航空航天局宇航员，执行过STS-41-C任务。

## 教育背景
哈特于1968年毕业于美国理海大学，就读机械工程专业。1969年从美国麻省理工学院获得机械工程理硕士学位。1978年获得罗格斯大学电机工程理硕士学位。于1988年获得理海大学工程荣誉博士学位。